# W Діви
W Діви (W Virginis) — змінна зоря у сузір'ї Діви, прототип змінних типу W Діви.

## Опис
W Діви має видиму зоряну величину, що змінюється від +9,46 до +10,75 протягом періоду приблизно 17 днів. та є змінною зорею, прототипом класу змінних зір типу W Діви.
У кривій світності існують варіації, ймовірно викликані накладенням декількох періодів пульсації, а не внутрішньою нестабільністю однієї пульсації. Головний період пульсації триває 17,27134 днів, але за період спостереження тривалістю 75 років було помічено його уповільнення.